# Francis Guinan
Francis V. Guinan Jr. (nacido el 17 de noviembre de 1951) es un actor de cine, televisión y teatro estadounidense, quizás mejor conocido por su papel de Edgar Teller, el patriarca, en la serie de corta duración Eerie, Indiana.
El actor nacido en Council Bluffs, Iowa, ha aparecido como invitado en muchas series de televisión notables, incluidas Grey's Anatomy, CSI: Miami, Law & Order, CSI: Nueva York, Sin rastro, The Practice, Crossing Jordan, Star Trek: Enterprise, Star Trek: Voyager, That '70s Show, Nash Bridges, Sliders, Murder, She Wrote, Frasier, Mike & Molly y otras series.
Ha sido miembro del conjunto de Steppenwolf Theatre Company desde 1979. En diciembre de 2007, Guinan coprotagonizó la obra de Tracy Letts Agosto (condado de Osage), que se estrenó en Broadway con gran éxito de crítica. Interpretó al Maestro Pakku en la película de 2010, The Last Airbender, y apareció en las películas Hannibal (2001), Constantine (2005) y Abundant Acreage Available (2017).

## Filmografía seleccionada
- 1988: La serpiente y el arco iris como Doctor estadounidense
- 1988: Miles from Home como Tommy Malin
- 1992: Rock Hudson como Carl
- 1992: Shining Through como Andrew Berringer
- 1997: Speed 2: Cruise Control como Rupert
- 1999: Guinevere como Alan Sloane
- 2001: Hannibal como Noonan
- 2005: Constantine como Padre Garret
- 2010: The Last Airbender como Pakku
- 2010: All Good Things como Daniel Patrick Moynihan
- 2013: Killing Kennedy como Lyndon B. Johnson
- 2015: Henry Gamble's Birthday Party como Larry Montgomery
- 2017: The Evil Within como Dr. Preston
- 2017: Abundant Acreage Available como Tom
- 2019: Saint Frances como Dennis
- 2022: Relative como David Frank
- 2024: Ghostlight como Fran